# Wealdenkohle

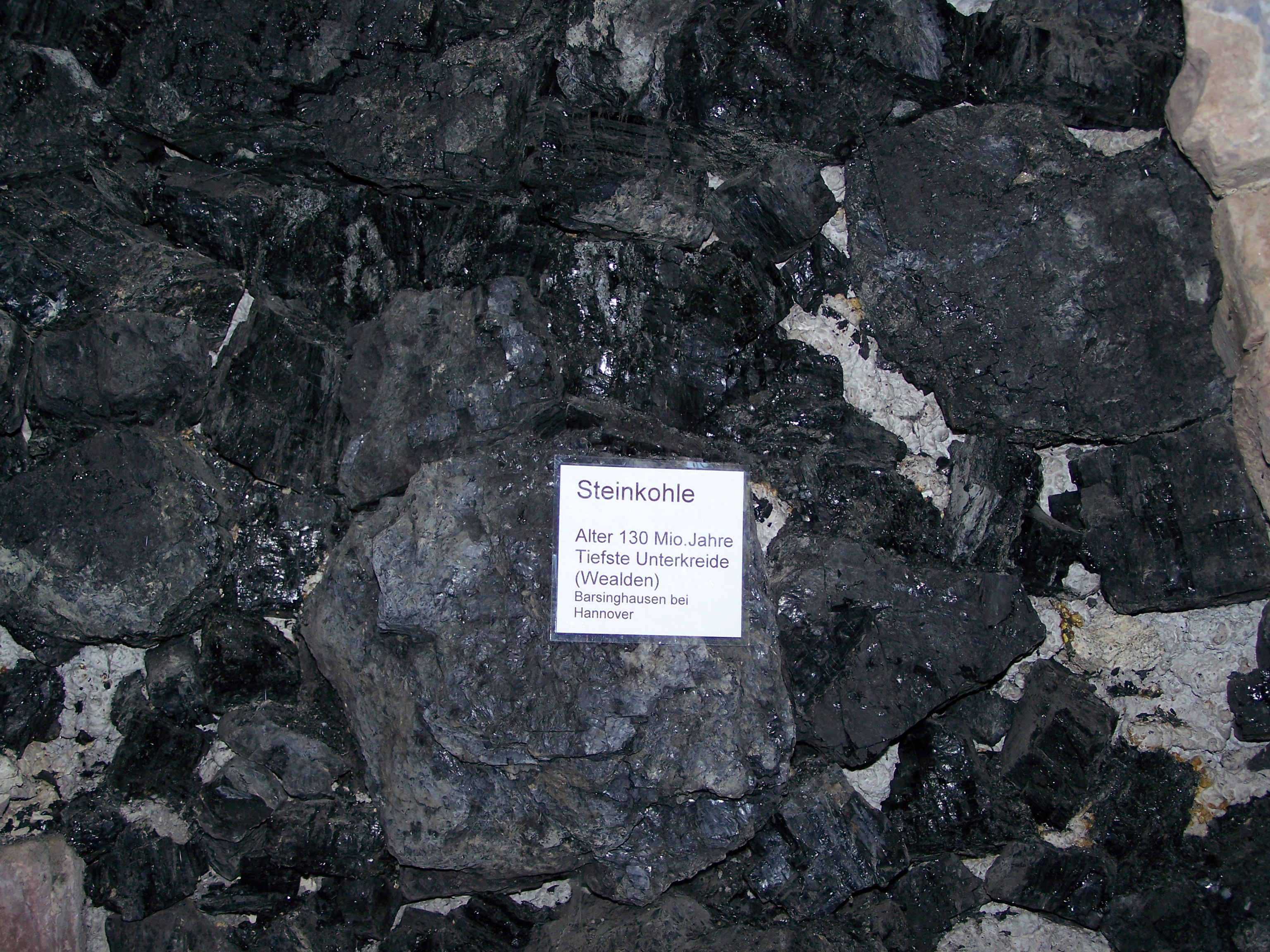
Wealdenkohle aus Barsinghausen

Wealdenkohle wird in Deutschland Kohle genannt, die in der Unteren Kreide (genauer: dem Berriasium) entstanden ist. Namensgebend ist die terrestrische Wealden-Fazies, in deren Schichten die Wealdenkohleflöze eingeschaltet sind. Die Wealden-Fazies ist wiederum nach dem englischen District Wealden benannt, in dem entsprechende Schichten erstmals erforscht und beschrieben wurden. Die Hauptvorkommen der etwa über 5 Millionen Jahre hinweg abgelagerten Wealdenkohle liegen im Weser-Ems-Gebiet und südwestlich von Hannover.

## Geologie
Mit der Unterkreide begann vor etwa 146 Millionen Jahren die letzte Periode des Erdmittelalters. Der erste 5 Millionen Jahre andauernde Zeitabschnitt wurde früher nach dem englischen District Wealden benannt, heute wird dieser Name in der Geologie nur noch als Faziesbegriff genutzt, da die englischen Ablagerungen nicht aus dem gleichen Zeitabschnitt stammen wie die des Weser-Ems-Gebietes, aber vergleichbar ausgebildet sind. In jüngerer Zeit wurden die Grenzen zwischen Jura und Kreide mehrfach angepasst und die deutsche Schichtenfolge wird heute in das Berriasium gestellt. Sie wird auch als Bückeburgfolge bezeichnet.
Wie in der Karbonzeit herrschte ein tropisch-subtropisches Klima, in der Zypressenähnliche Bäume, Ginkgoarten, Koniferen, Farne und Palmen wuchsen. Ganz Norddeutschland glich einem Sumpfwald.
Entscheidend für die Kohlebildung war der Wechsel zwischen Meer und Land. Seit dem Jura bestand in Norddeutschland mit dem „Niedersächsischen Becken“ ein sinkender Trog, der sich mit brackischen und festländischen Ablagerungen füllte. Sein Südrand war von einem Hochplateau mit Mittelgebirgscharakter, der Rheinischen Masse, festgelegt. Während der Wealdenzeit schütteten Flüsse im heutigen Osnabrücker Land und südlich von Hannover Sand in das Becken, im östlichen Teil auch Ton. So dienten die Sumpfwaldmoore als Grundlage für entstehende Kohleflöze.
Zutage treten die Schichten des Wealden heute am Nordrand der deutschen Mittelgebirgsschwelle im nördlichen Teutoburger Wald, im nördlichen Wiehengebirge, im Bückeberg und auf der Nordseite des großen und kleinen Deisters. Die Mächtigkeit des Wealden schwankt mit zunehmender Entfernung von der Küste zwischen 500 m im Süden und 1000 m im Norden. Bis zu fünf Kohleflöze wurden während der Wealdenzeit gebildet. Die größten Vorkommen liegen östlich der Weser am Deister und nördlich des Wesergebirges. Steinkohleführende Schichten des Wealden sind auch Teil der Osning-Verschiebung des Teutoburger Waldes.

## Inkohlung
Die Inkohlung der Wealdenkohle ist je nach Fundort verschieden. Sie reicht von Braunkohlenstadium bis zum Anthrazitstadium. Am stärksten umgewandelt ist die Wealdenkohle bei Recke und Bohmte im Osnabrücker Raum. Auch die bituminösen Einschaltungen älterer Schichten, wie des Juras und des Karbons, sind hier stark inkohlt (siehe Schafberg (Ibbenbüren), Piesberg). Dies wurde vom Bramscher Pluton hervorgerufen.
Analysen der Kohle ergaben für das Wealdenkohlegebiet bei Wellingholzhausen und Borgloh-Oesede Schwefelgehalte von 1 bis 10 Prozent  und 10 bis 35 Prozent Asche. Sämtliche Vorkommen sind als Fettkohle einzuordnen mit 20 bis 35 Prozent flüchtigen Bestandteilen.
Für das Revier Bohmte zeigten sich ein Schwefelanteil 0,75 Gew.-%, Asche 1,55–5 Gew.-% und 4,2 bis 10 Prozent flüchtige Bestandteile. Das Vorkommen ist als Anthrazit einzustufen. In Minden wurde eine gasarme Fettkohle mit Schwefelanteilen von 8 bis 9 Prozent und 22 Prozent flüchtigen Bestandteilen gefördert.

## Bergbaureviere auf Wealdenkohle
Die Wealdenkohle wurde abgebaut im Ottoschacht in Borgloh-Oesede, in der Zeche Hilterberg in Bad Iburg am Limberg, der Zeche Beharrlichkeit in Bohmte, der Zeche Minden in Minden ⊙ und bei Wellingholzhausen.
Versuche gab es im Tecklenburger Land bei Brochterbeck.
Des Weiteren gab es einen regional bedeutsamen Abbau südwestlich von Hannover im Deister, in den Bückebergen, in den Rehburger Bergen, im Süntel sowie im Osterwald (im Hüttenstollen ⊙) und am Nesselberg.